# Bíborhasú szivárványlóri
A bíborhasú szivárványlóri (Trichoglossus haematodus), korábban szivárványlóri vagy sokszínű lóri, a madarak (Aves) osztályának papagájalakúak (Psittaciformes) rendjébe, és a szakállaspapagáj-félék (Psittaculidae) családjába, azon belül a lóriformák (Loriinae) alcsaládjába tartozó faj.

## Előfordulása
Gyakori madár Kelet-Ausztrália erdős vidékein. Ezenkívül megtalálható még Új-Guineában és a szomszédos csendes-óceáni szigeteken — délre egészen a Salamon-szigetekig, Vanuatuig és Új-Kaledóniáig.

## Alfajai
Korábban több mint húsz alfaját különítették el, tarkójuk színezete alapján. A rendszertani átsorolások miatt, mára az alfajok száma kevesebb:
- Trichoglossus haematodus haematodus – ez a törzsalak. Hazája Indonézia, pontosabban Buru, Ambon, Seram, Cermalaut, Goram, Watubela, Nyugati-Pápua szigetek, a Kai-szigetek nyugati tagjai és Új-Guinea nyugati részének partvonala. A törzsalak magába foglalja a korábban külön alfajnak tekintett T. h. intermedius-t, ami kékarcú és Új-Guinea szigetének északi részén honos.
- T. h. caeruleiceps – Új-Guinea déli része.
- T. h. micropteryx – Új-Guinea keleti részein honos.
- T. h. flavicans – az Admiralitás-szigeteken és a Bismarck-szigetek közé tartozó Új-Hannover szigetén honos.
- T. h. nigrogularis – sötéttorkú bíborhasú szivárványlóri. Az Aru-szigeteken, a Kai-szigeteken és Új-Guinea szigetének déli felén él.
- T. h. nesophilus – Ninigo bíborhasú szivárványlóri. Ninigo és Hermit szigetén honos, melyek az Admiralitás-szigetek tagjai nyugatra a főszigettől Manustól (Pápua Új-Guinea)
- T. h. massena – Új-Guinea szigetének keleti részén és a szomszédos Louisiade-szigeteken, a Karkar-szigeten valamint a Bismarck-szigeteken, a Salamon-szigeteken és Vanuatu szigetein honos.
- T. h. deplanchii – Új-Kaledónia és a szomszédos Loyalty-szigetek területén honos.
- T. h. brooki – az Aru-szigetekhez tartozó Spriti szigetén él.

Önálló fajjá sorolták az alábbi alfajait:
- Sárgabegyű szivárványlóri (Trichoglossus capistratus), az alábbi alfajokat egyesítve:
  - T. h. capistratus – Timor szigetén honos.
  - T. h. flavotectus – Wetar sziget (Indonézia).
  - T. h. fortis – Sumba, Indonézia.
- Skarlátbegyű szivárványlóri (Trichoglossus forsteni), az alábbi alfajokat egyesítve:
  - T. h. djampeanus – kizárólag Tanahjampea szigetén él, Celebesztől délre (Indonézia).
  - T. h. forsteni – Sumbawa, Indonézia.
  - T. h. mitchellii – Bali bíborhasú szivárványlóri. Bali és Lombok szigetén él. Feje sötéten csíkozott barnásfekete, a törzsalaknál kisebb.
  - T. h. stresemanni – kizárólag Kalaotoa szigetén él, Celebesztől délre (Indonézia).
- Malukui szivárványlóri (Trichoglossus moluccanus), korábban T. h. moluccanus – Ausztrália keleti részén és Tasmániában honos. Ez a legismertebb alfaj, hossza 30 centiméter, feje violakék, sötétkék csíkozással, nyakörve sárgászöld, torka feketés, begye skarlátvörös. Hasa mély bársonykék.
- Biak-szigeti szivárványlóri (Trichoglossus rosenbergii), korábban T. h. rosenbergii – Biak szigetén él (Indonézia).
- Pirosörvös szivárványlóri (Trichoglossus rubritorquis), korábban T. h. rubritorquis – Ausztrália északi részén él. Tarkótájéka kék, széles narancsvörös övvel, homloka és pofatájéka violakék, hasa csíkozásmentes vörös.
- Floresi szivárványlóri (Trichoglossus weberi), korábban T. h. weberi – kizárólag Flores szigetén él. Alapszíne zöld, homloka kékes, a törzsalaknál kisebb.

## Megjelenése, felépítése
A testhossza 25–28 centiméter, a testtömege 100–157 gramm. Amint ezt neve is jelzi, tollazata nagyon színes: háta zöld, feje kék, a nyakán sárga csík fut. Melle narancsvörös, hasa sötét ibolyakék. Farka hosszú, hegyes és rikító zöld. A két nem szabad szemmel gyakorlatilag nem különböztethető meg. Vörös csőrével mint csipesszel  szedi föl a táplálékot. A nagy, húsos nyelv hegyén növő kefeszerű sörték a nektárivást könnyítik meg.  Lábát kicsi, rövid pikkelyek borítják. Jobbára repülés közben éles hangon rikoltozok, evés közben inkább csicsereg.

## Életmódja, élőhelye
Jobbára síkvidéken fordul elő, de ritkán felmerészkedik a hegyek közé is. Erdőségekben (főleg eukaliptusz- és gumifaerdőkben) él, de szívesen látogatja a kerteket és parkokat is. Társas lény, rajokban keres táplálékot. A virágzó fákon akár százfős csapat is lakmározhat, éktelen lármát csapva. Tápláléka főként virágpor, nektár és gyümölcs, de eszik magokat, bogyókat, rovarokat és lárvákat is. Röpte nyílsebes, iránytartó. Vadon mintegy 10 évig él.

## Szaporodása
Költésének időpontja helyről helyre változik:
- Seram szigetén decemberben,
- Új-Guineában januárban,
- Ausztráliában főként augusztus és január között.

Fészkét faodúban rakja; az odú röpnyílása rendszerint 7–8 cm átmérőjű. Egy fészekalj rendszerint 2 fehér tojás. A tojó 25 napig kotlik, közben a hím eteti. Költés közben feltűnően csendesek. A fiókákat a két szülő közösen neveli. Teljesen csupaszon bújnak ki a tojásból; első pihéik egy nap múlva jelennek meg. A fiatal madarak 7–8 hét elteltével repülnek ki; teljes színpompájukat a hatvanadik napra érik el.

## Tartása
Mozgékony, ezért célszerű röpdében tartani. Ijedős természetű, ezért eleinte tartózkodjunk a hirtelen mozdulatoktól. Párban tartva játékos. Egy párnál több madarat nem célszerű összezárni, de hullámos papagájjal együtt tartható. A hideget viszonylag jól tűri.
Beszédkészsége jó.

## Képek

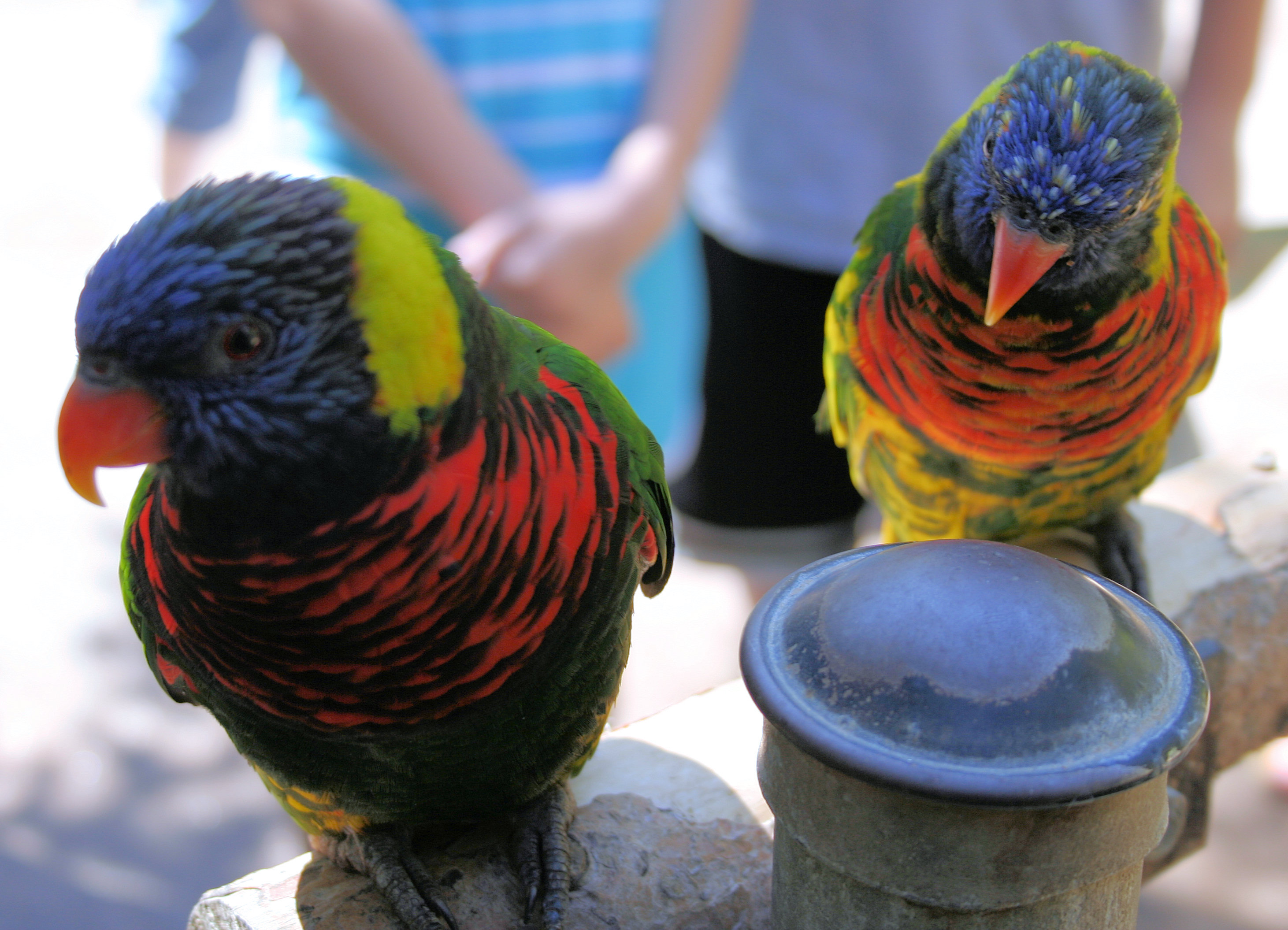
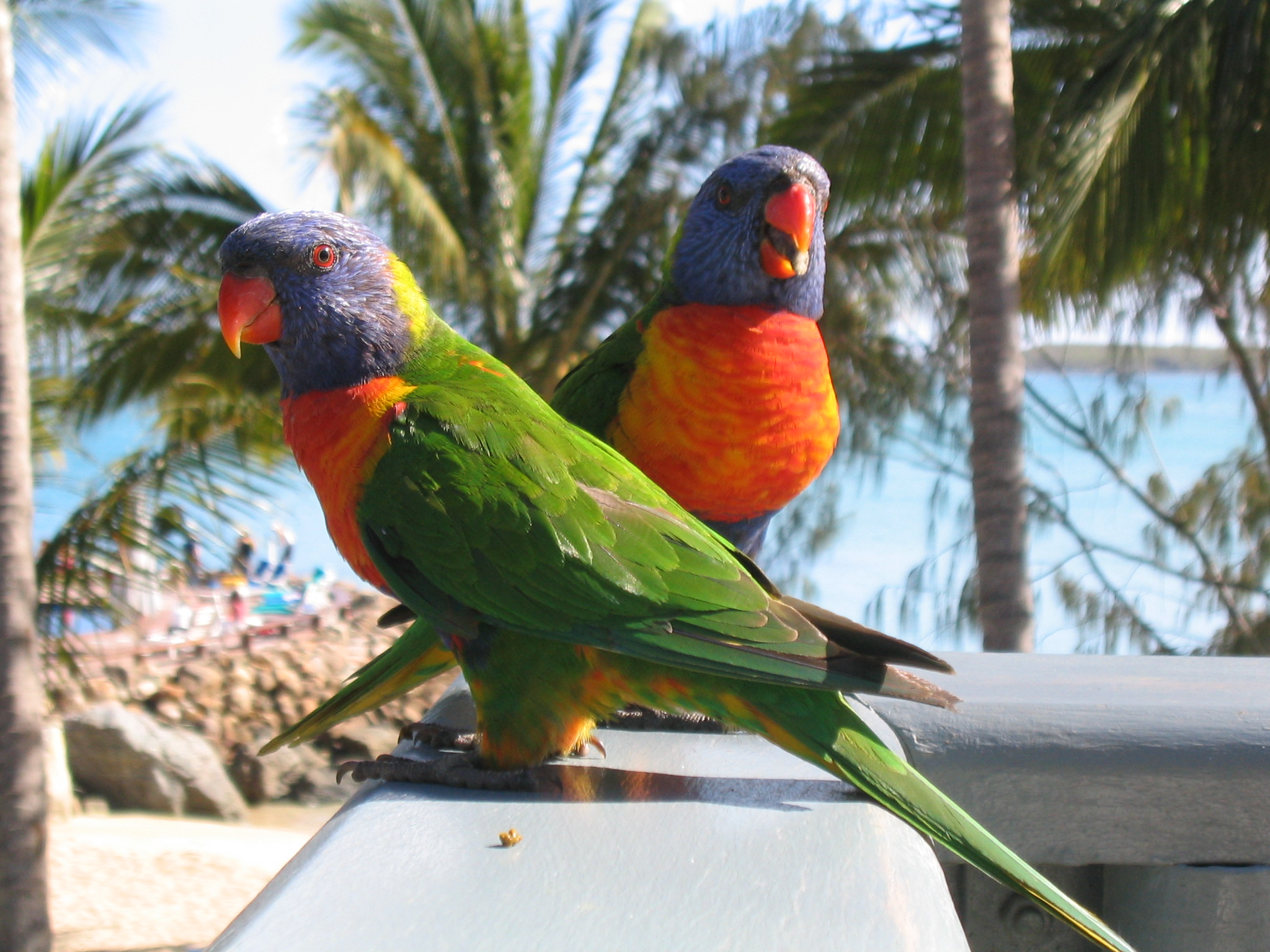
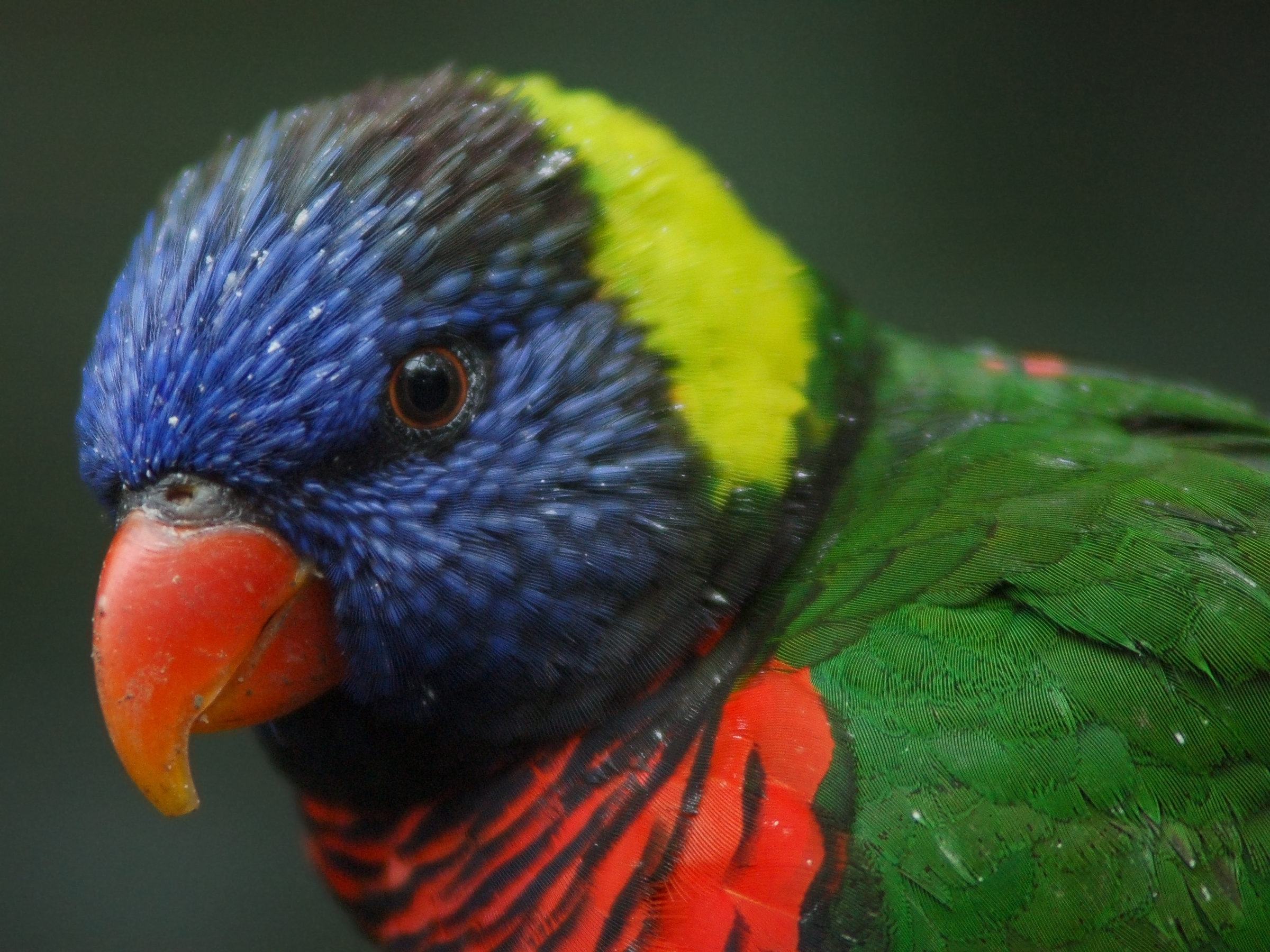
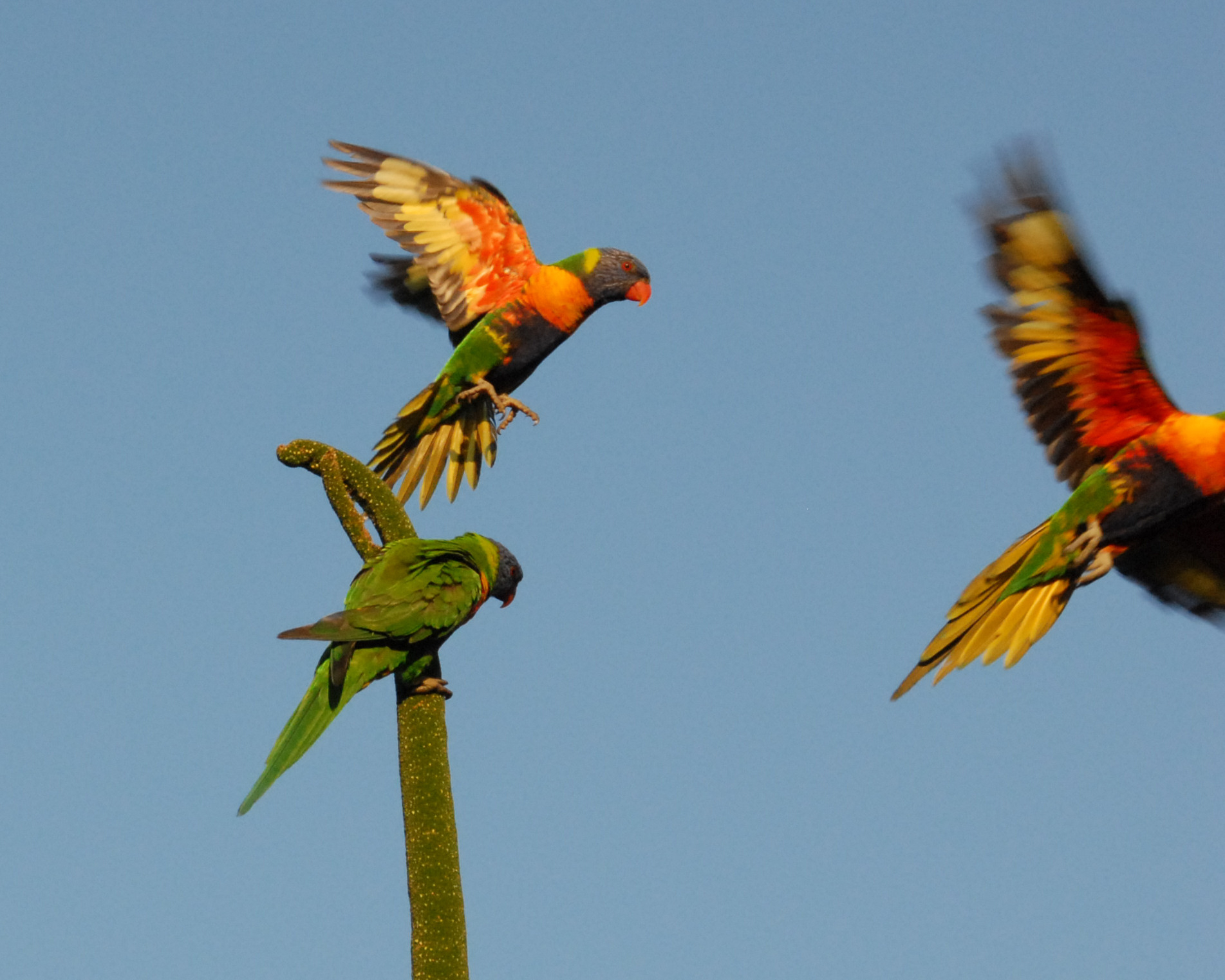
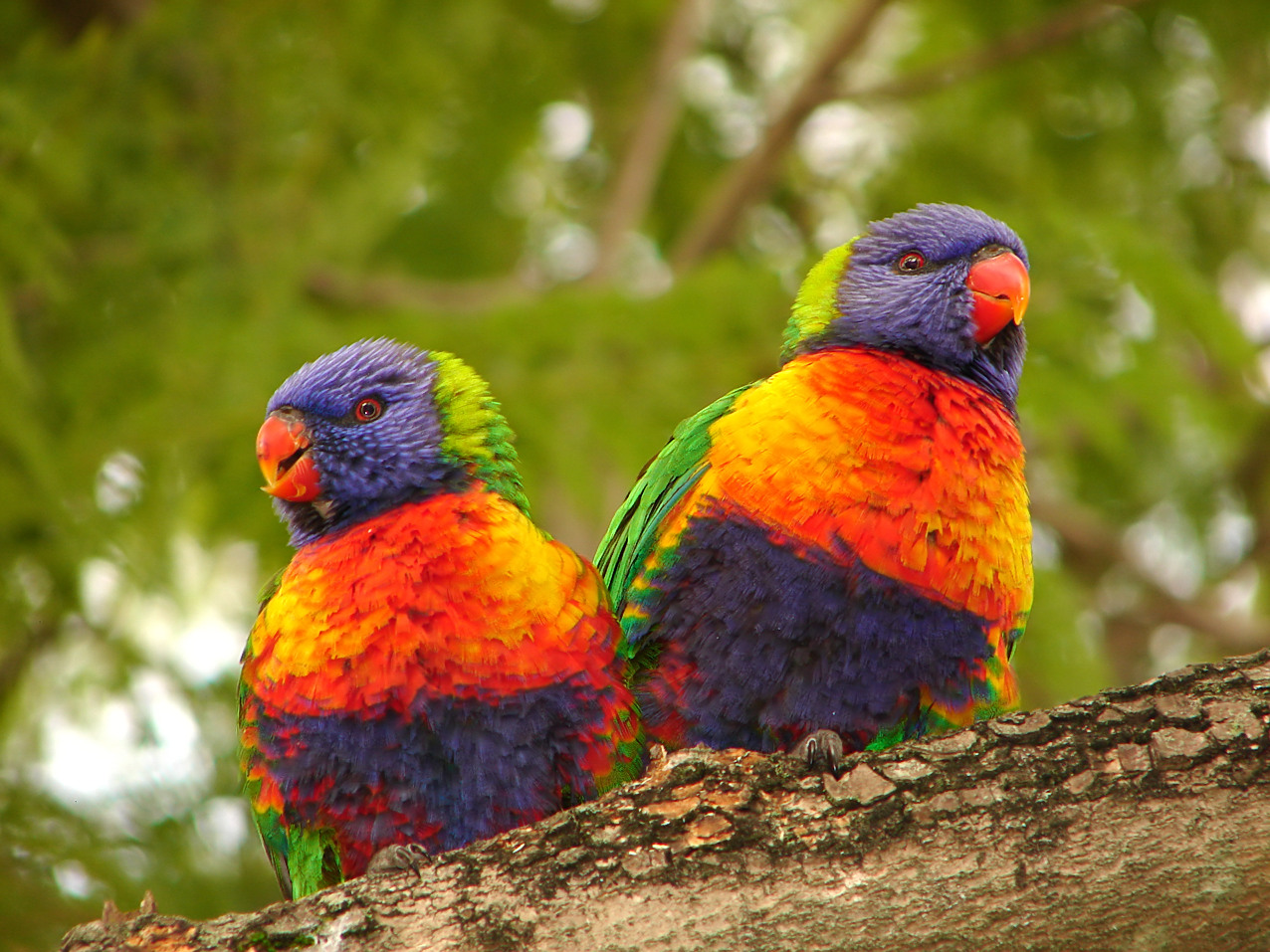
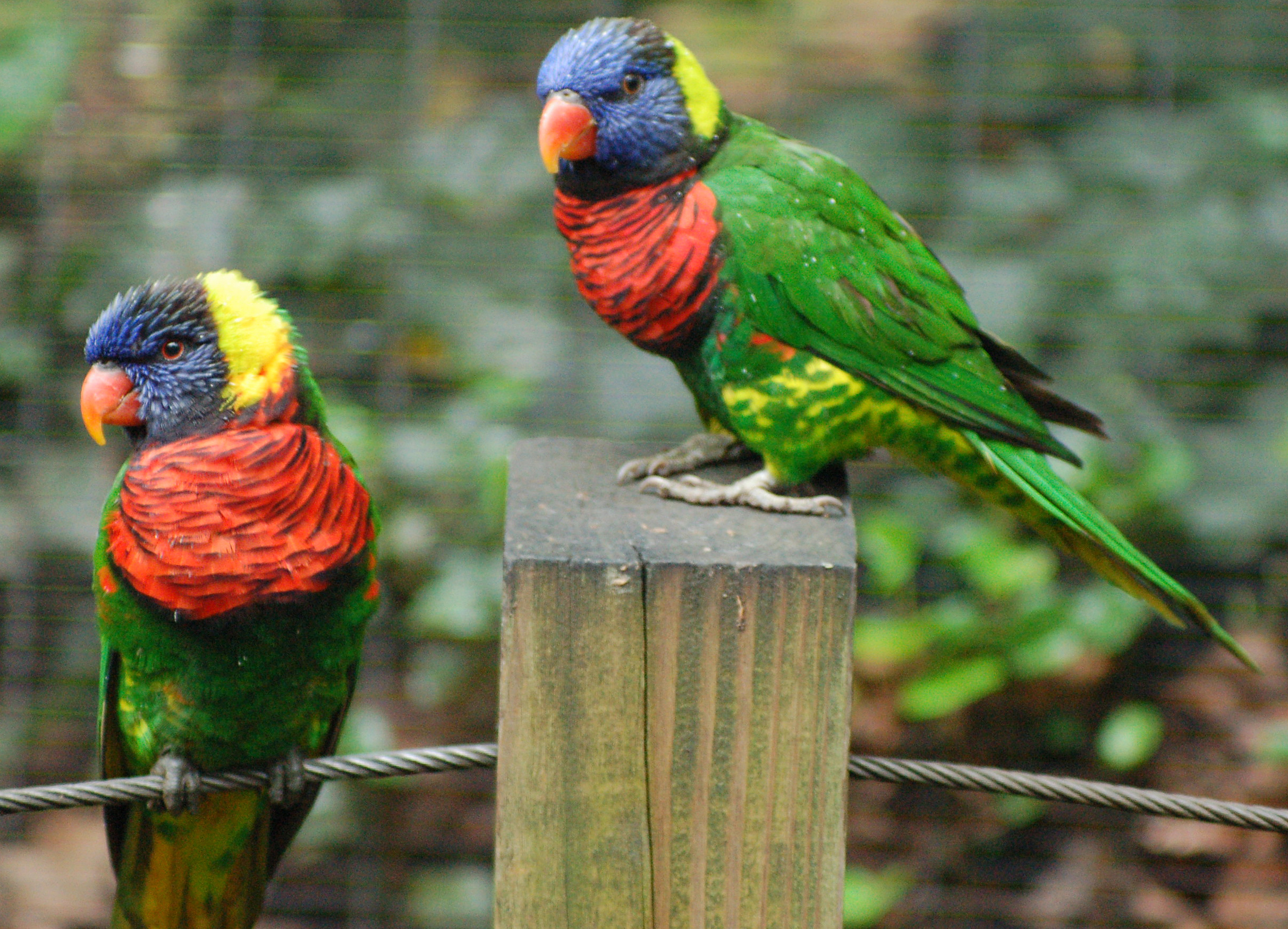
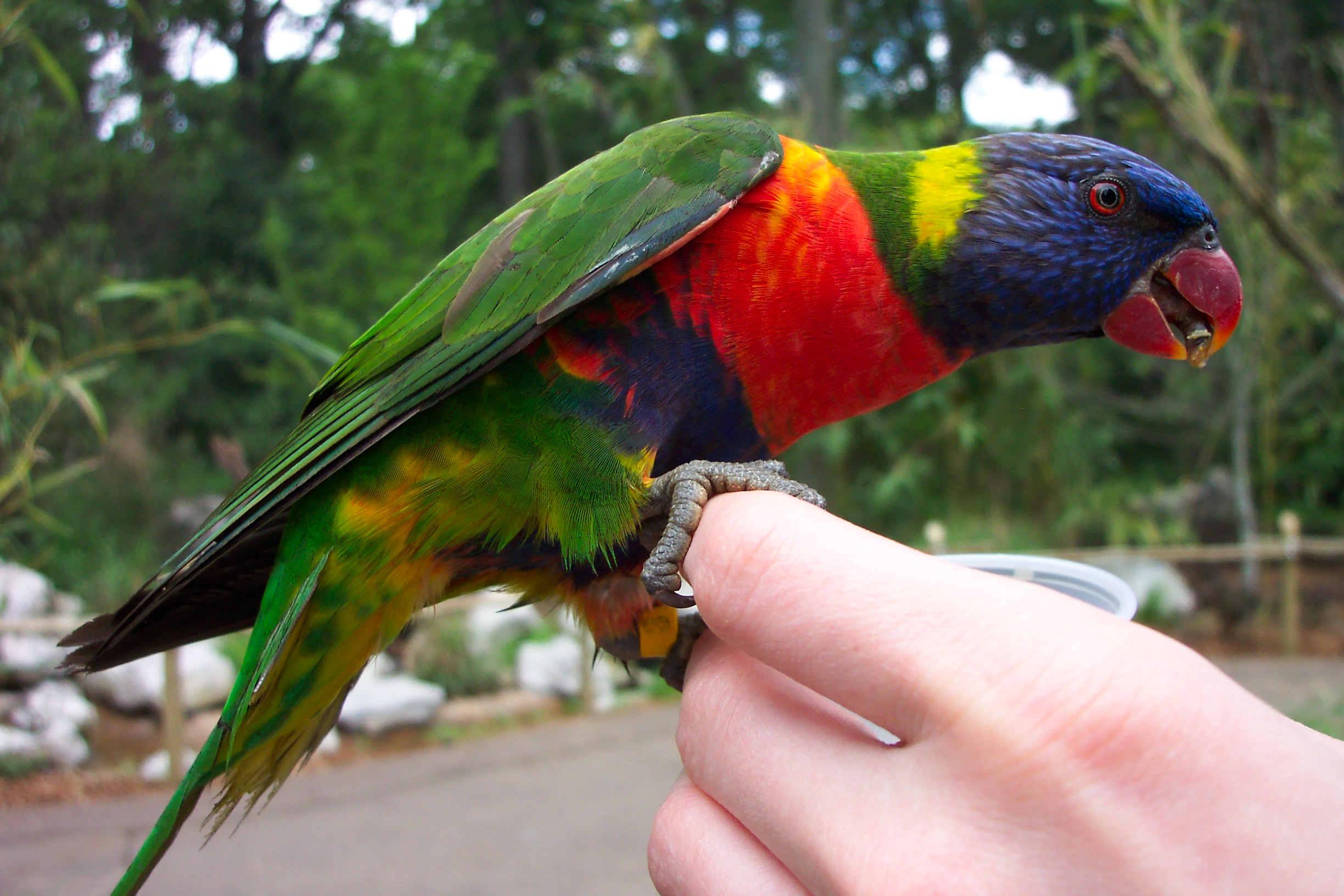
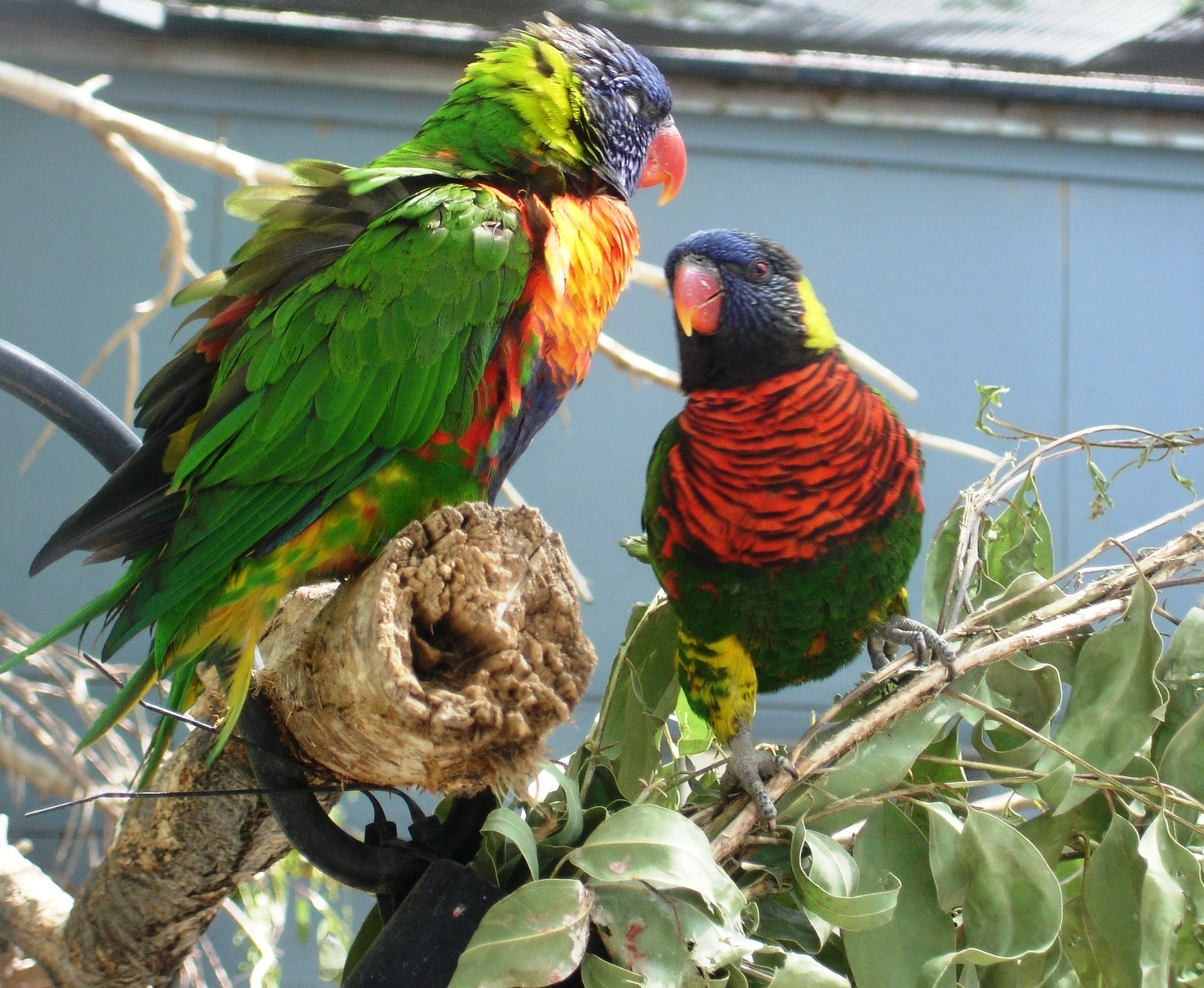
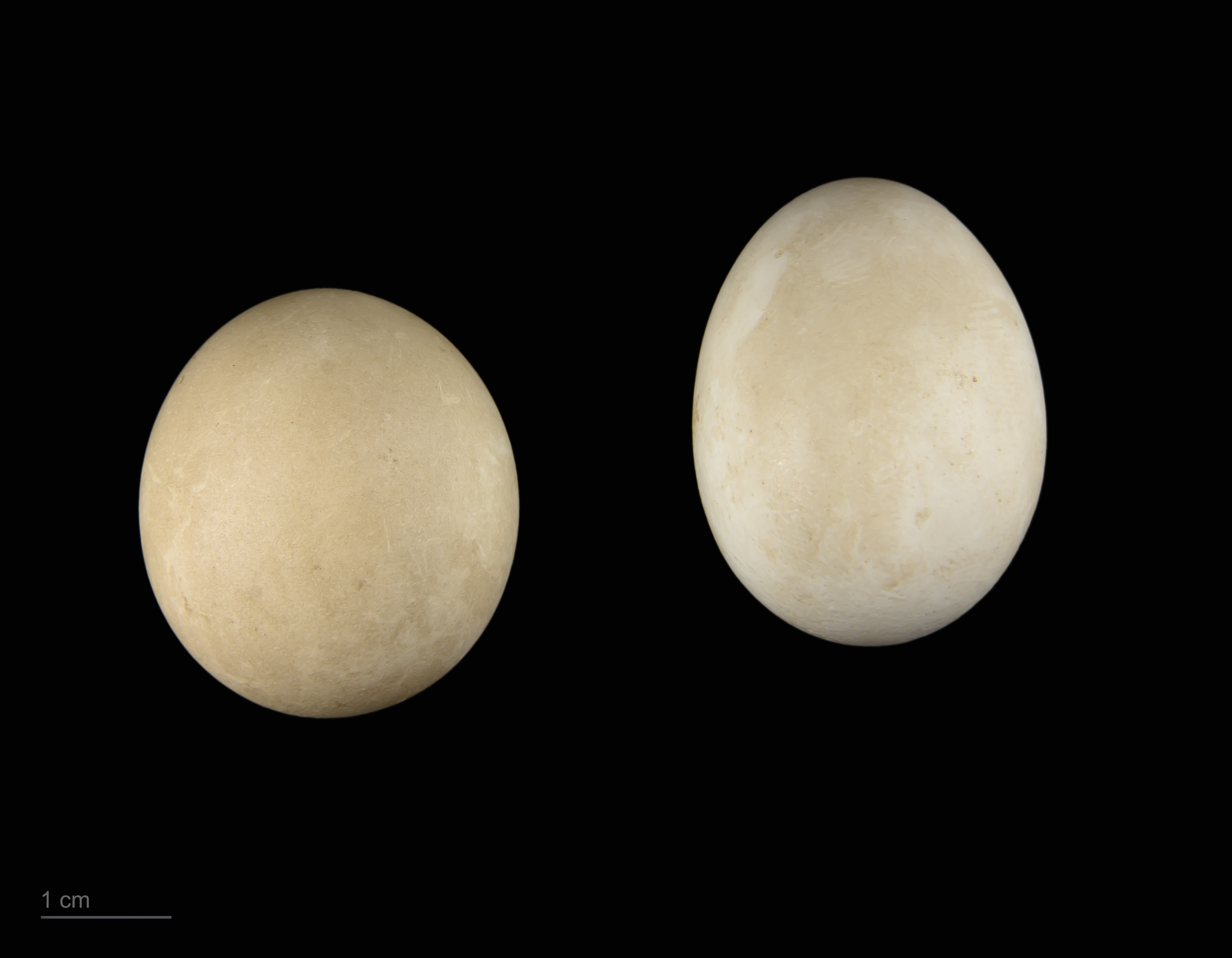
Tojásai